# 让·克莱因
让·克莱因（法語：Jean Klein，1944年6月22日—），法国男子赛艇运动员。他曾代表法国参加1960年夏季奥林匹克运动会赛艇比赛，获得男子四人单桨有舵手银牌。